# 지부티의 국장

지부티의 국장

지부티의 국장은 1977년 6월 27일에 제정되었다.
국장 가운데에는 수직으로 놓인 창이 그려져 있으며, 창 앞쪽에는 방패가 그려져 있다.
방패 아래에는 칼을 들고 있는 두 개의 손이 그려져 있다. 두 개의 손은 지부티를 구성하는 두 개의 민족인 아파르족과 이사족을 의미한다.
국장 위쪽에는 빨간색 별이 그려져 있으며, 국장 양쪽을 월계수 가지가 감싸고 있다.